# Nils Nicklén
Nils Ole Nicklén (ur. 9 lutego 1917 w Karis, zm. 9 maja 1995 w Helsinkach) – fiński lekkoatleta, skoczek wzwyż, medalista mistrzostw Europy z 1946.
Zdobył brązowy medal w skoku wzwyż na mistrzostwach Europy w 1946 w Oslo, przegrywając tylko z Antonem Bolinderem ze Szwecji i Alanem Patersonem z Wielkiej Brytanii, osiągając wysokość 1,93 m.
Awansował do finału tej konkurencji na igrzyskach olimpijskich w 1948 w Londynie, ale nie zaliczył w nim żadnej wysokości.
Był mistrzem Finlandii w skoku wzwyż w 1940, 1943, 1945, 1946, 1949 i 1951, wicemistrzem w 1942, 1944, 1947 i 1950 oraz brązowym medalistą w 1939
Jego rekord życiowy wynosił 2,00 m, ustanowiony 17 sierpnia 1939 w Sztokholmie.